# Alastor asiaticus
Alastor asiaticus (лат.) — вид одиночных ос семейства Vespidae.

## Распространение
Палеарктика: Туркмения.

## Описание
Задние тазики изнутри спереди с продольной ребристой кромкой. 2-я радиомедиальная ячейка переднего крыла сверху стебельчатая. Средние голени с 1 шпорой. Гнёзда в готовых полостях. Провизия — личинки и куколки жуков.